# (3074) Popov
(3074) Popov est un astéroïde de la ceinture principale.

## Description
(3074) Popov est un astéroïde de la ceinture principale. Il fut découvert le 24 décembre 1979 à Naoutchnyï par Lioudmila Jouravliova. Il fut nommé en honneur de Alexandre Popov, physicien russe. Il présente une orbite caractérisée par un demi-grand axe de 2,34 UA, une excentricité de 0,11 et une inclinaison de 2,4° par rapport à l'écliptique.

## Compléments